# Ұ
Ұ, ұ は、キリル文字のひとつ。カザフ語などで使われる。

## 呼称
- カザフ語：ұ (u)[1]

## 音素
円唇後舌狭母音[u] = [u]または、円唇後舌め広めの狭母音[ʊ] = [U]を表す。

## Ұに関わる諸事項
- キリル文字以外でこの文字に対応する文字体系は以下の通りである。
  - ラテン文字(カザフ語版ウィキペディア): U
  - ラテン文字(中国): U
  - アラビア文字(中国など): ۇ

- 日本円を表す¥に似ているが、違う文字である。